# ホンダ・ブリオ
ブリオ (BRIO) は、本田技研工業がアジア新興国向けに生産・販売している、5ドアハッチバック型の小型乗用車である。

## 初代 DD1/2型（2011年 - 2020年）
タイおよびインド向けとして開発され、その後周辺地域やブラジルへの輸出も検討されている。2011年5月にタイで、同年9月にインドで発売開始された。使用される鋼材を含め80％以上の現地調達部品を使用し、現地生産で供給される。
市販に先立ち、2010年11月にプロトモデルがタイ・バンコクで公開された。
2011年3月17日、ホンダオートモービル（タイランド）カンパニー・リミテッドにおいて、5月下旬より販売されることが発表された。発表と同時に受注を開始したが、東日本大震災の影響で日本で製造される電子部品の納入が遅れるなどしたことから4月中旬に受注を中断、その後部品調達に目途が立ったことから6月13日に受注を再開した。
車体は2代目フィットをベースにしているが、サイズは一回り小さく、タイ仕様車にはL12B型1.2リットル i-VTECエンジンが搭載され、タイ政府が定めるエコカー認定基準の20 Km/L以上（ECE R101モード）の燃費性能や、Euro4の排出ガス規制値に対応した環境性能を実現した。
また、運転席と助手席のエアバッグを標準装備としながら、価格を39万9,900バーツ（約108万円）からの設定となっており、販売台数は1年間で4万台を計画している。
2012年8月にはインドネシアでも1.3リットル車が販売開始。タイからの完成車輸入となる。
2011年9月27日にはインドでも販売が開始された。価格は39万5,000ルピー（約71万円）からの設定となっている。
2012年11月23日に、タイ市場にて4ドアセダン版の「ブリオ アメイズ」を発売した。メカニズムはハッチバックと同じだが、セダン化に伴ってリヤオーバーハングが延長されている。価格は45万4,000バーツ（約122万円）から。
2013年9月11日、インドネシアで1.2リットルエンジンを搭載した「ブリオ・サティヤ」が発表。同時に従来の1.3リットル車はブリオ・スポーツに改称した。ブリオ・サティヤはインドネシア政府によるLCGC (Low Cost Green Car) 政策の適用車であり、生産は国内で行われ、現地調達率も85%に達している。

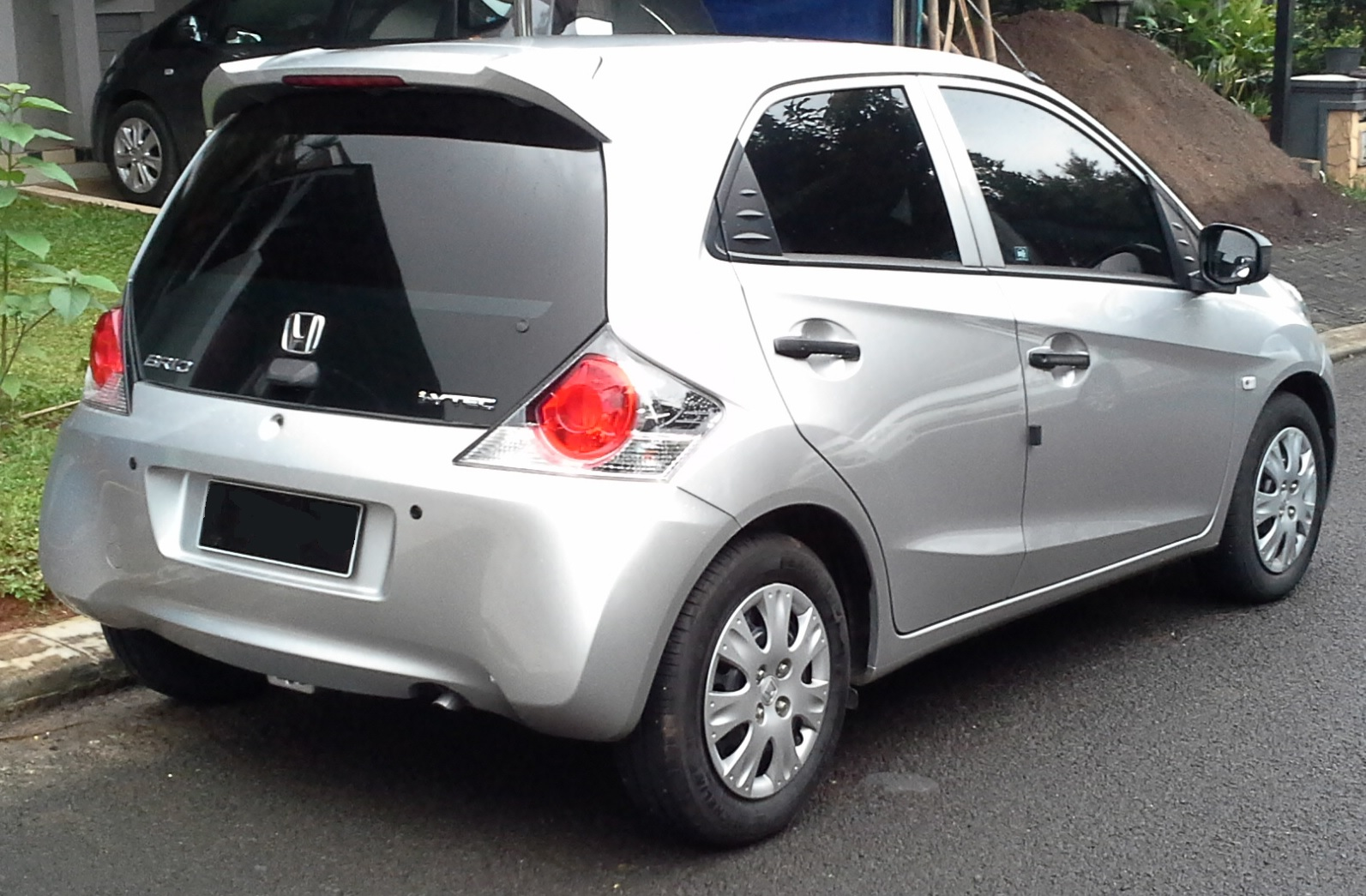
2011年3月販売型（リア）
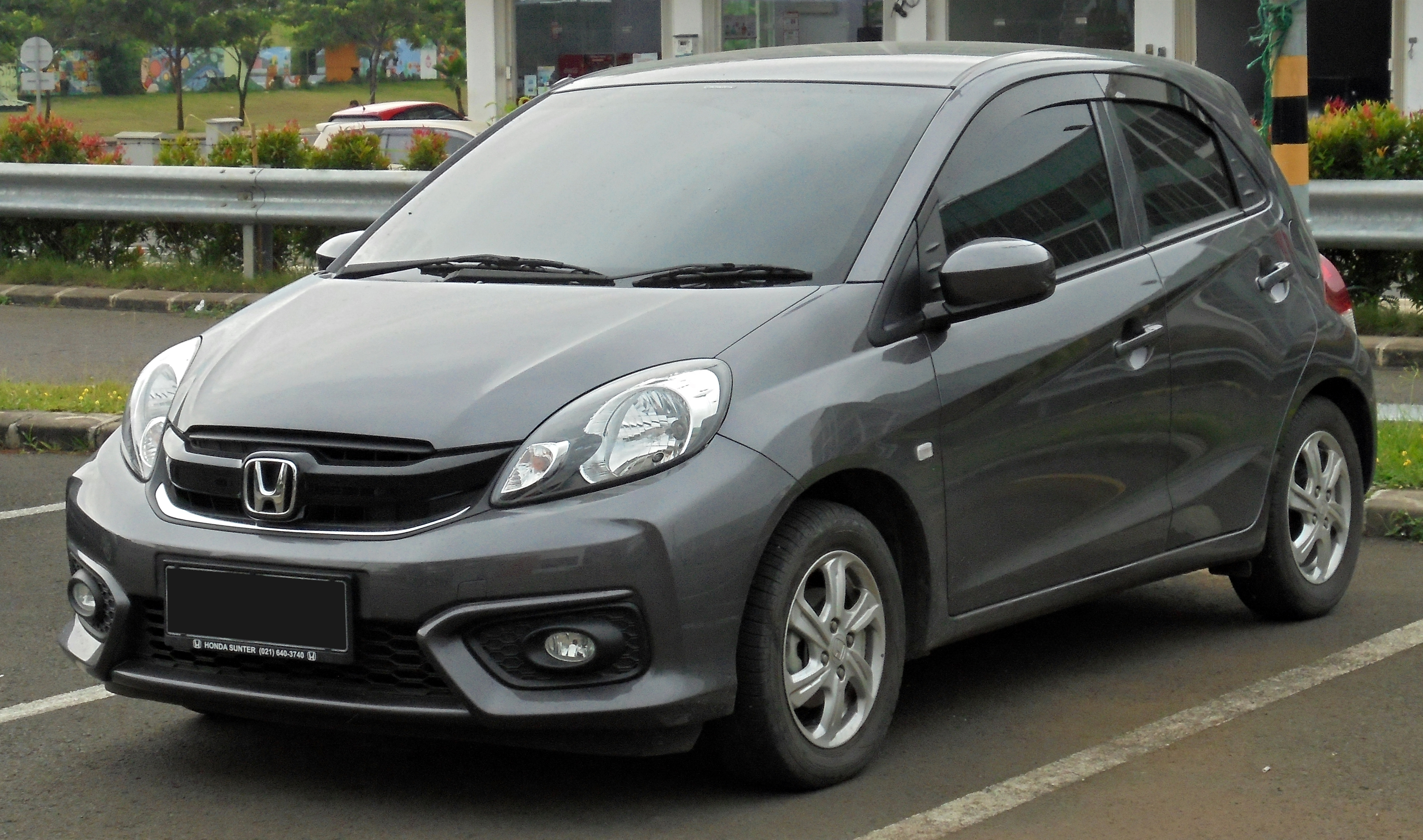
2016年4月販売型
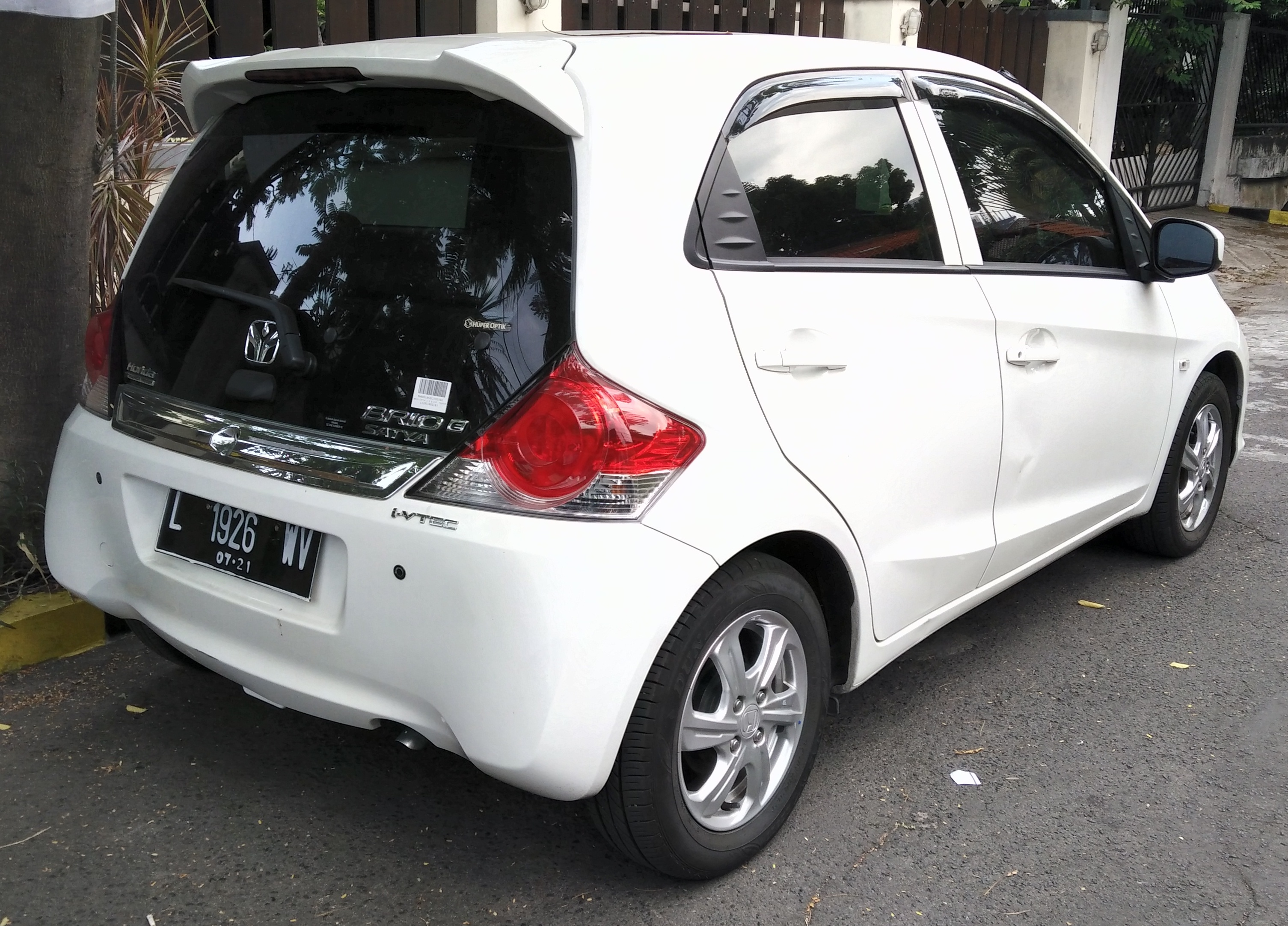
2016年4月販売型サティア（リア）
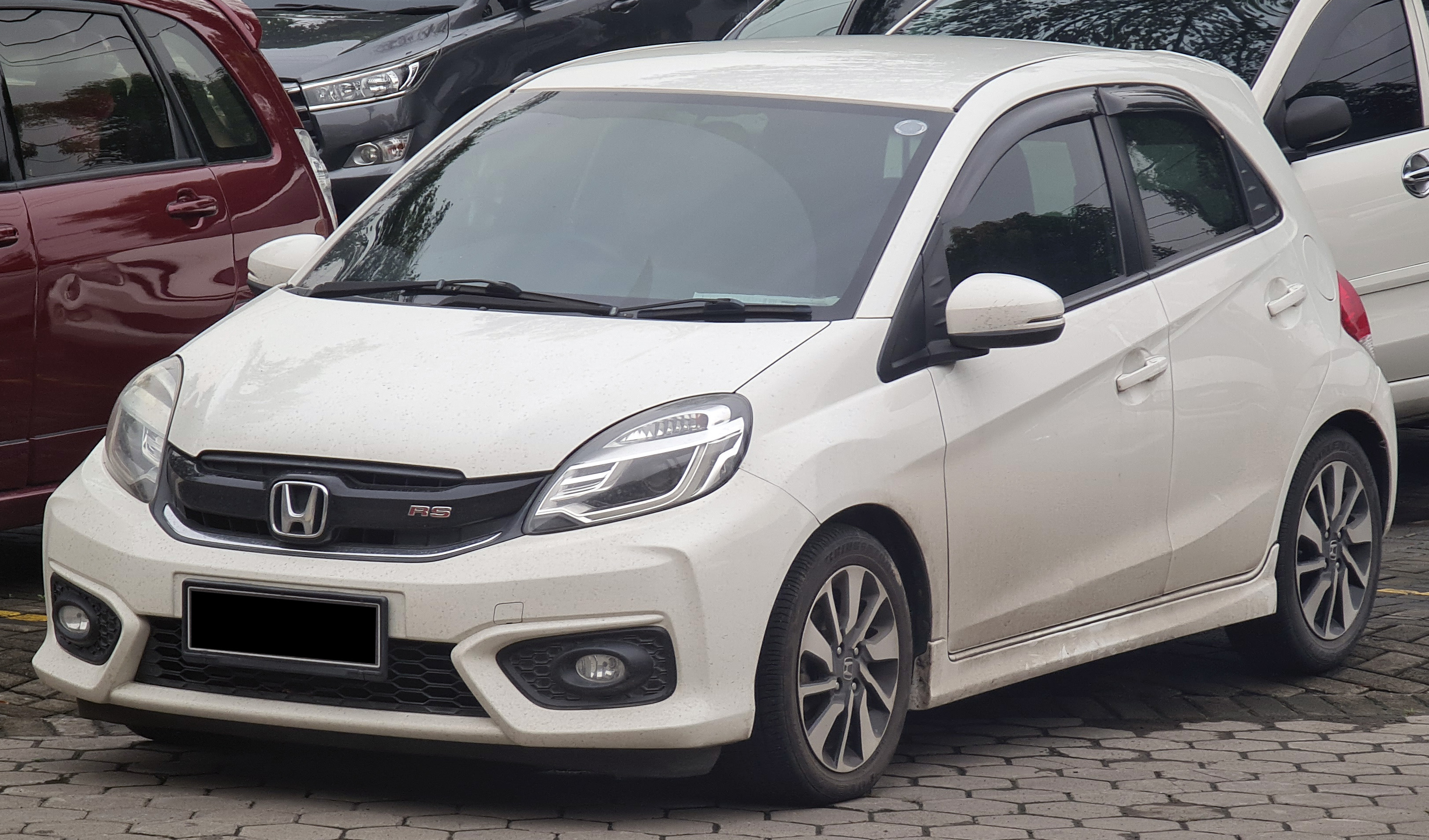
2016年4月販売型RSグレード（フロント）
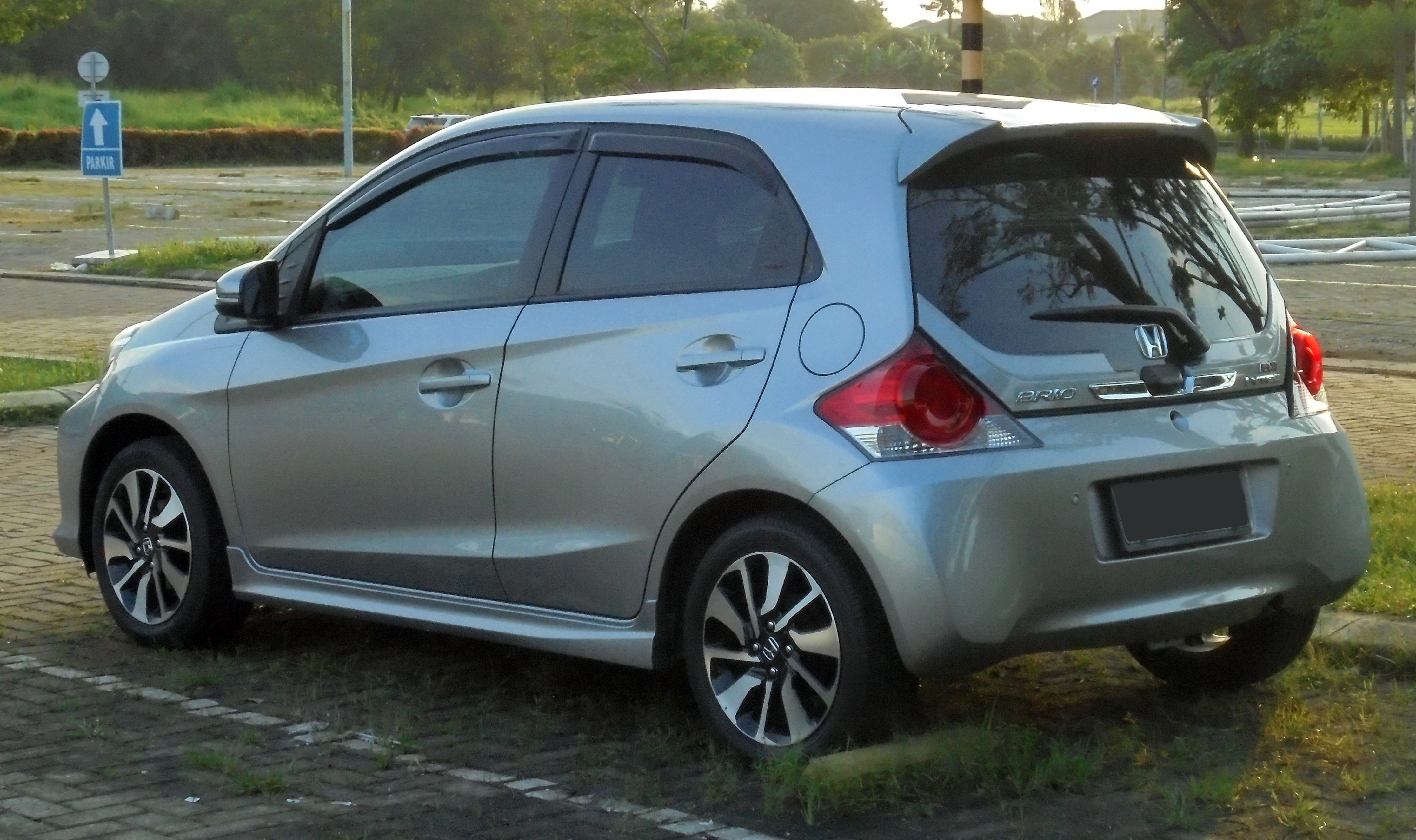
2016年4月販売型RSグレード（リア）
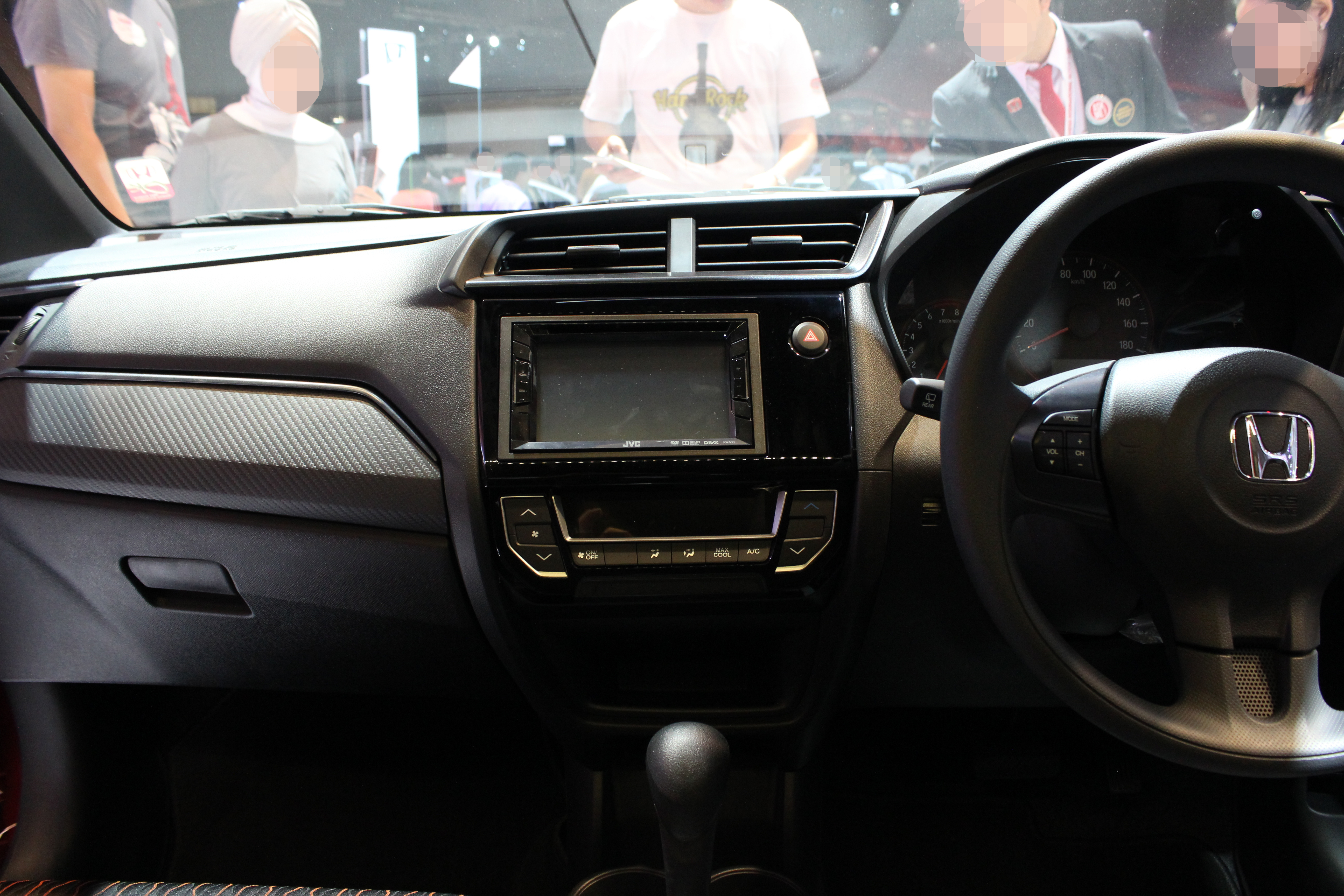
2016年4月販売型RSグレード（インテリア）

## 2代目 DD1型（2018年 - ）
2018年4月19日、インドネシア国際モーターショーにおいてプロトタイプとなる「スモールRSコンセプト」が初公開された。同年8月2日にはガイキンド・インドネシア国際オートショーにおいて市販モデルが公開された。同年10月13日販売開始。
開発コスト削減のためにプラットフォーム前半部は内外装を含め初代からキャリーオーバーされ、ヘッドランプ、フロントフード等は2017年に大規模マイナーチェンジが実施された兄弟車のモビリオと共通設計のパーツが使用されたが、後半部は完全な新設計となっており、初代から全長が205 mm、ホイールベースが60 mm延長され、後席居住性や荷室スペースの改善に充てられた。
インドネシア仕様のエンジンは全グレードで初代から引き継いだ1.2リットル i-VTECエンジンに統一された。
通常グレードの「ブリオ サティア」は、リアにはホンダのCIエンブレムではなく特別なエンブレムになっている。
同年秋にインドネシア国内で販売開始。
2019年6月18日　ベトナム市場にて販売開始。インドネシアからの輸入となる。モデルはG、RSとRS2の3種類。
2021年2月18日、RSグレードをベースとしたアーバナイトエディションが発売されました。この亜種は、2022年4月20日にアップデートを受け取りました。
2023年5月5日、インドネシア市場のブリオがマイナーチェンジを受けた。

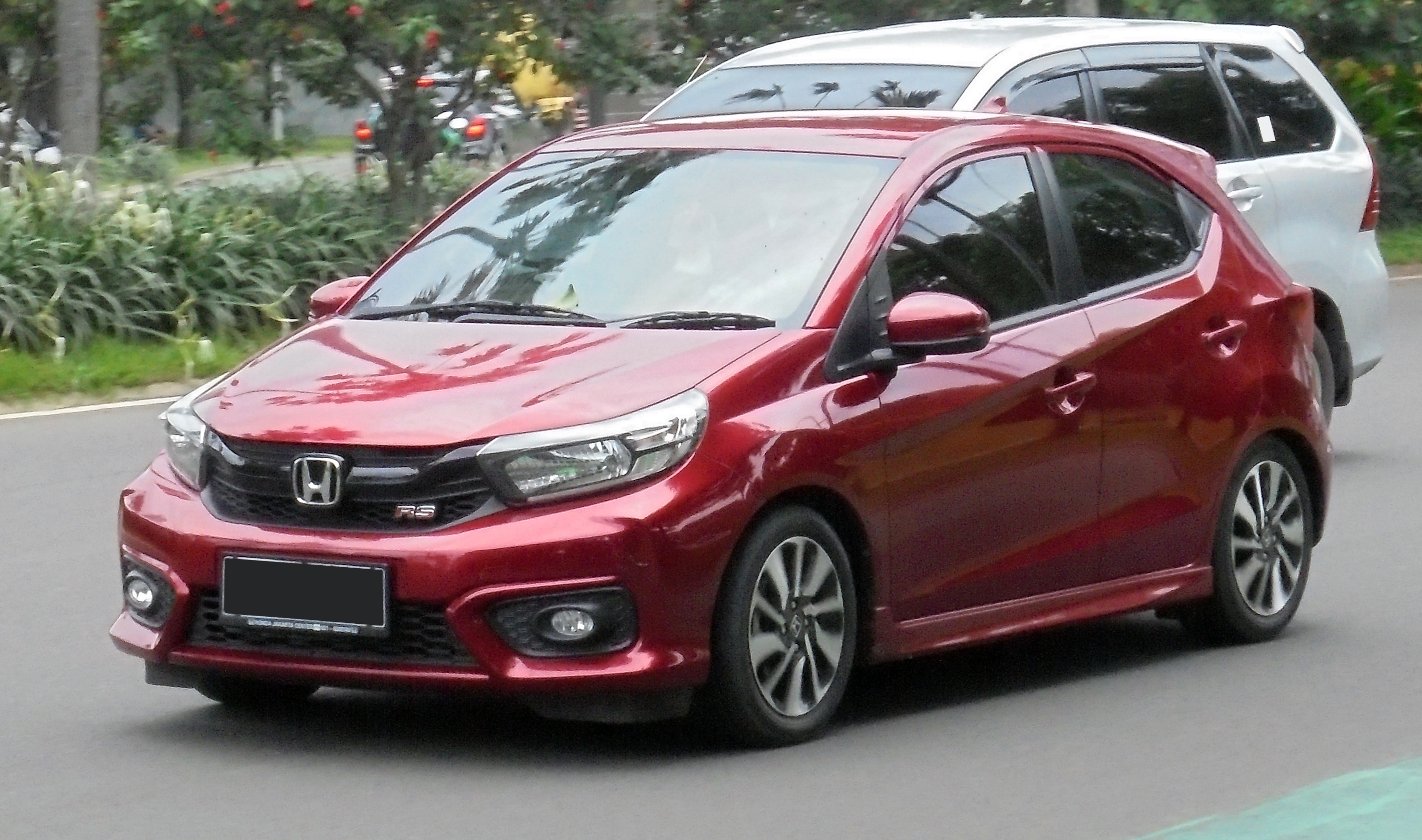
2018年8月販売型RSグレード
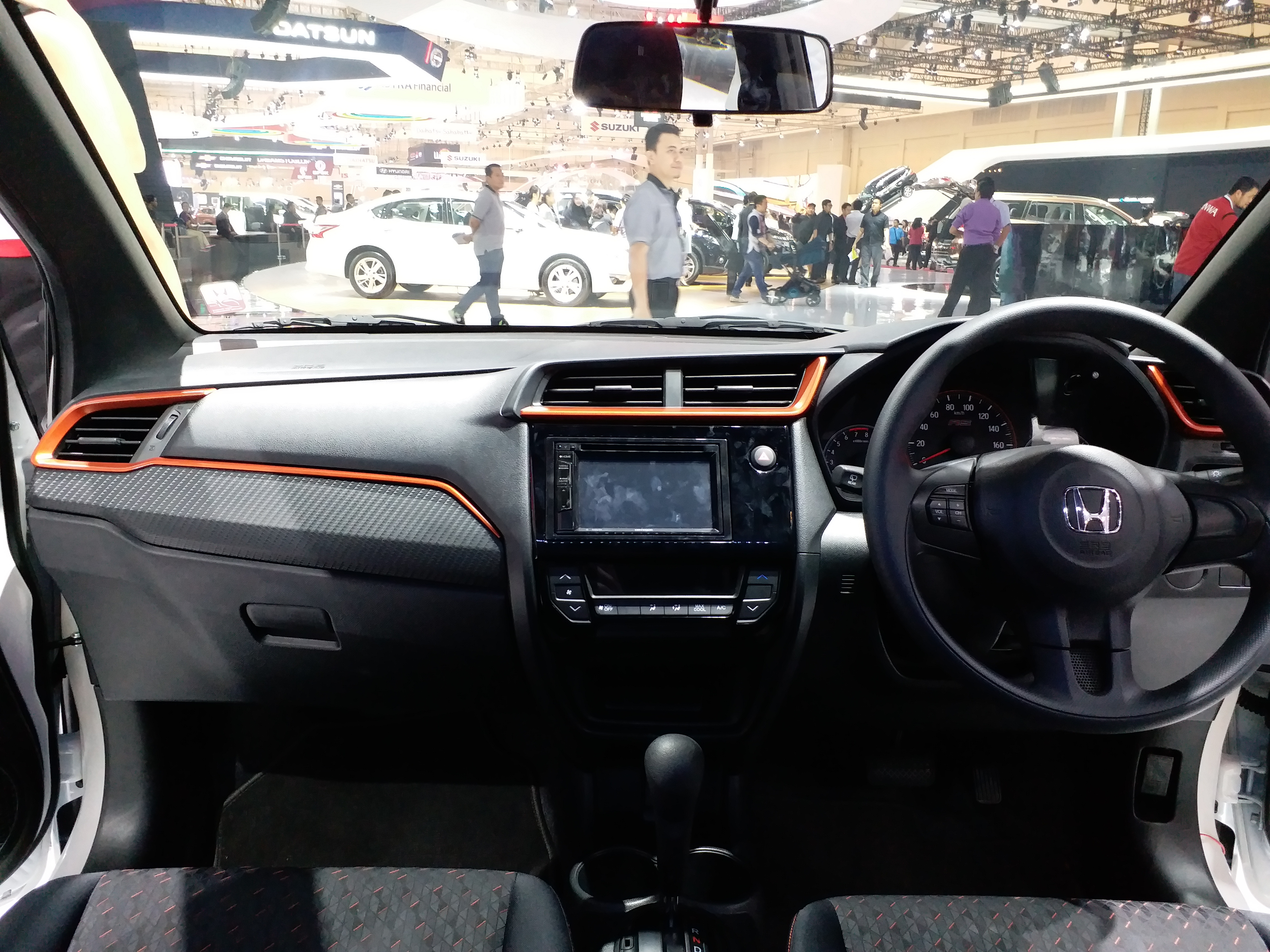
2018年8月販売型RSグレード（インテリア）
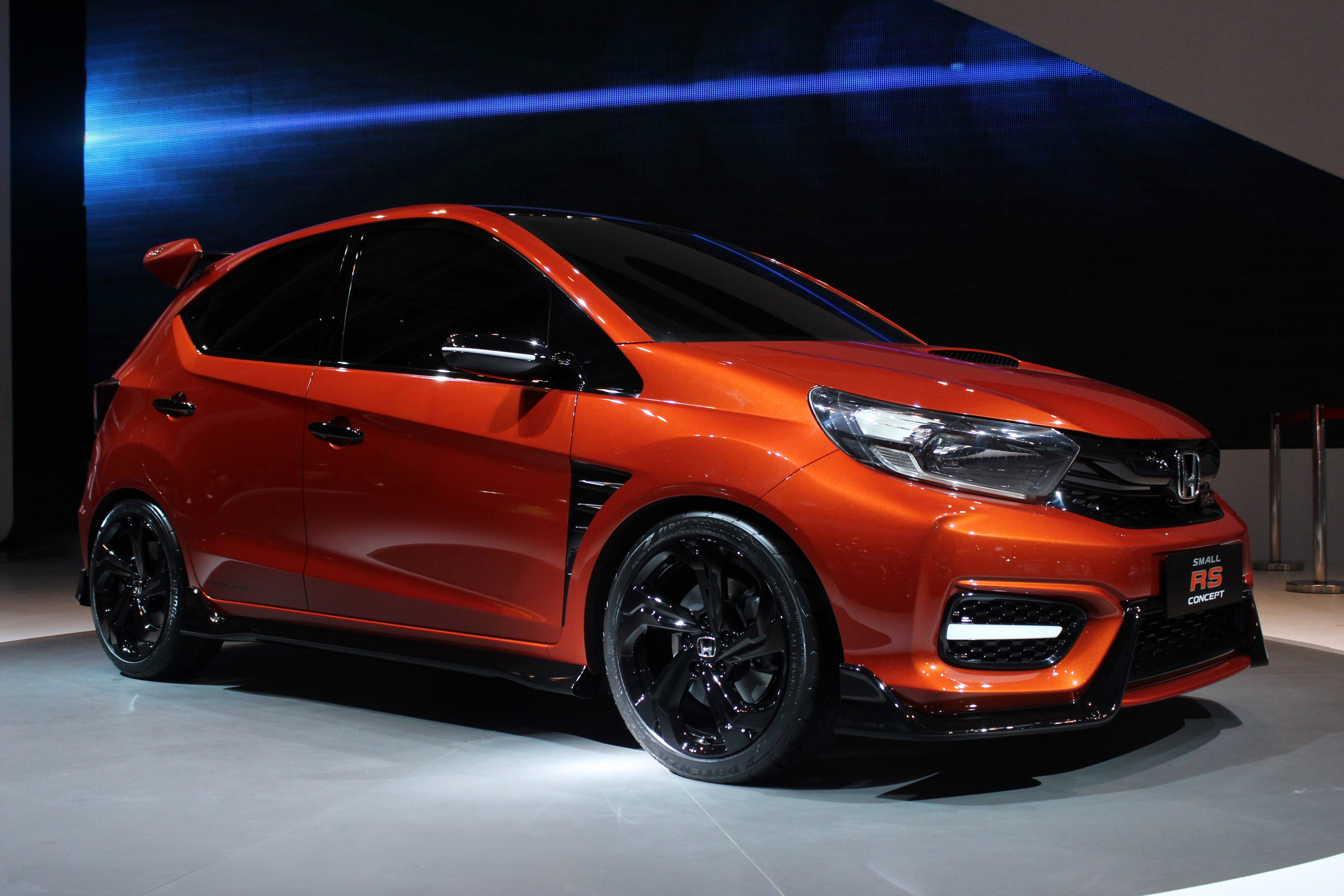
ホンダ・スモールRSコンセプト
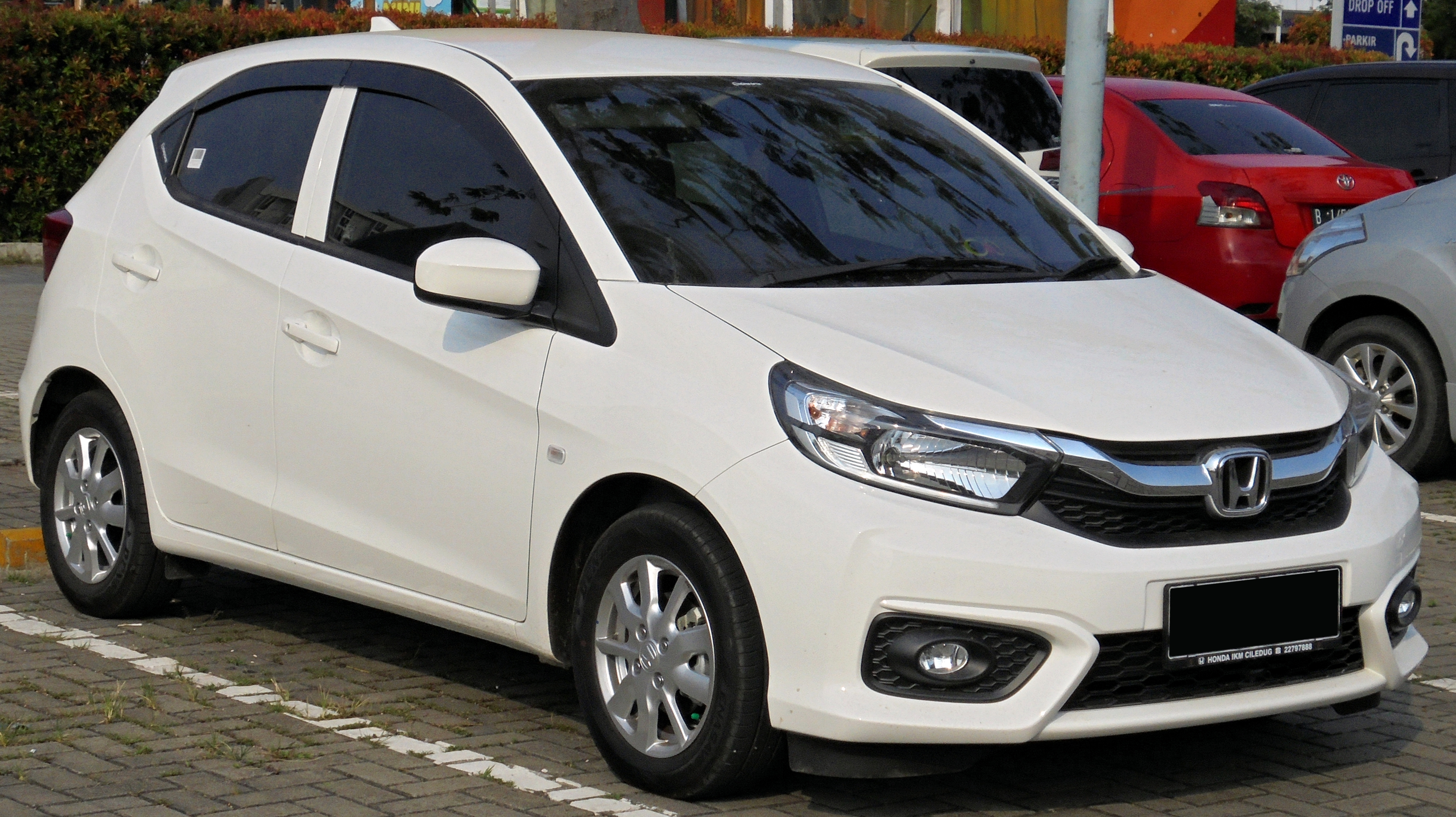
2018年販売型サティア 1.2 Eグレード（フロント）
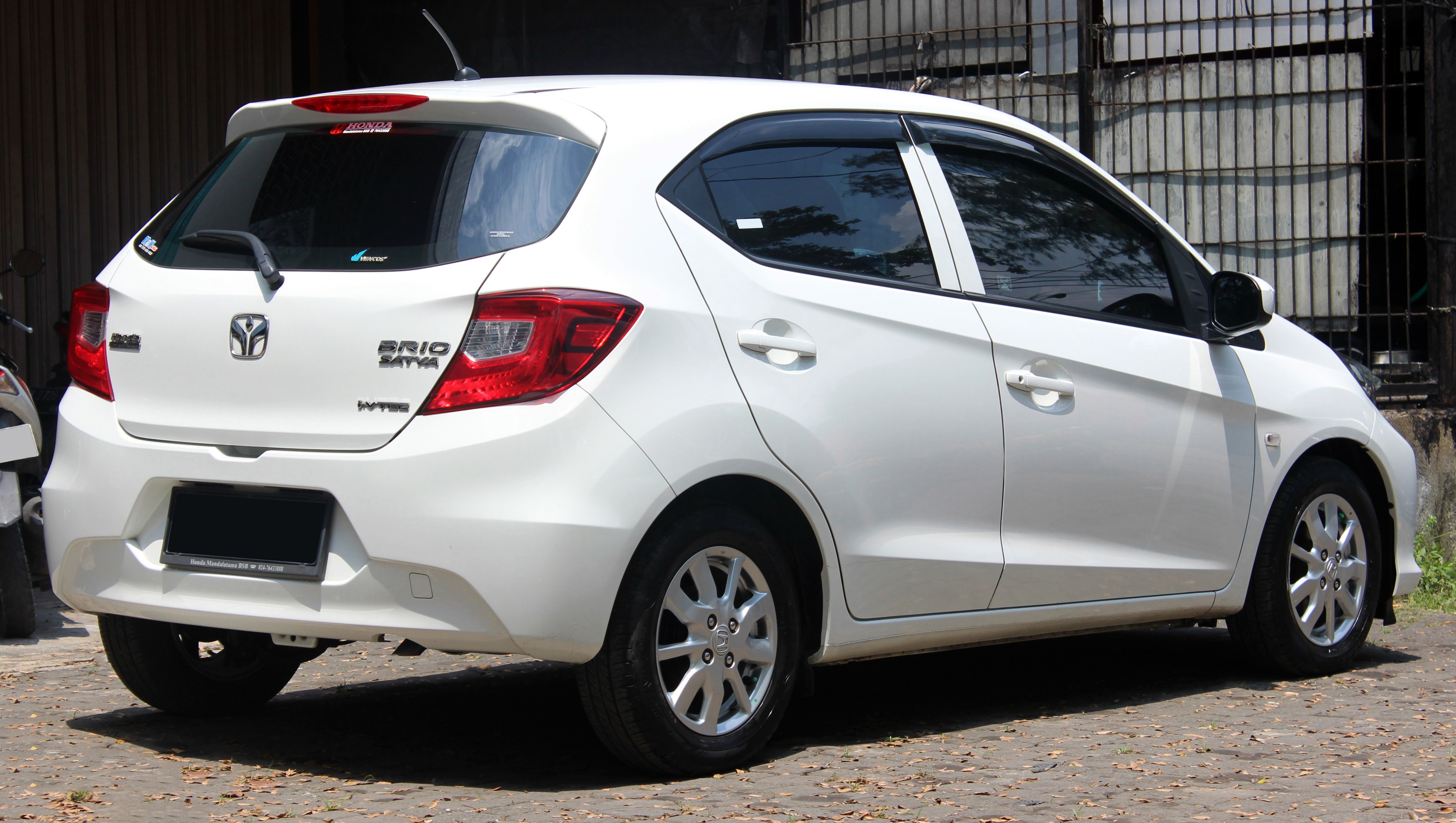
2018年販売型サティア 1.2 Eグレード（リア）
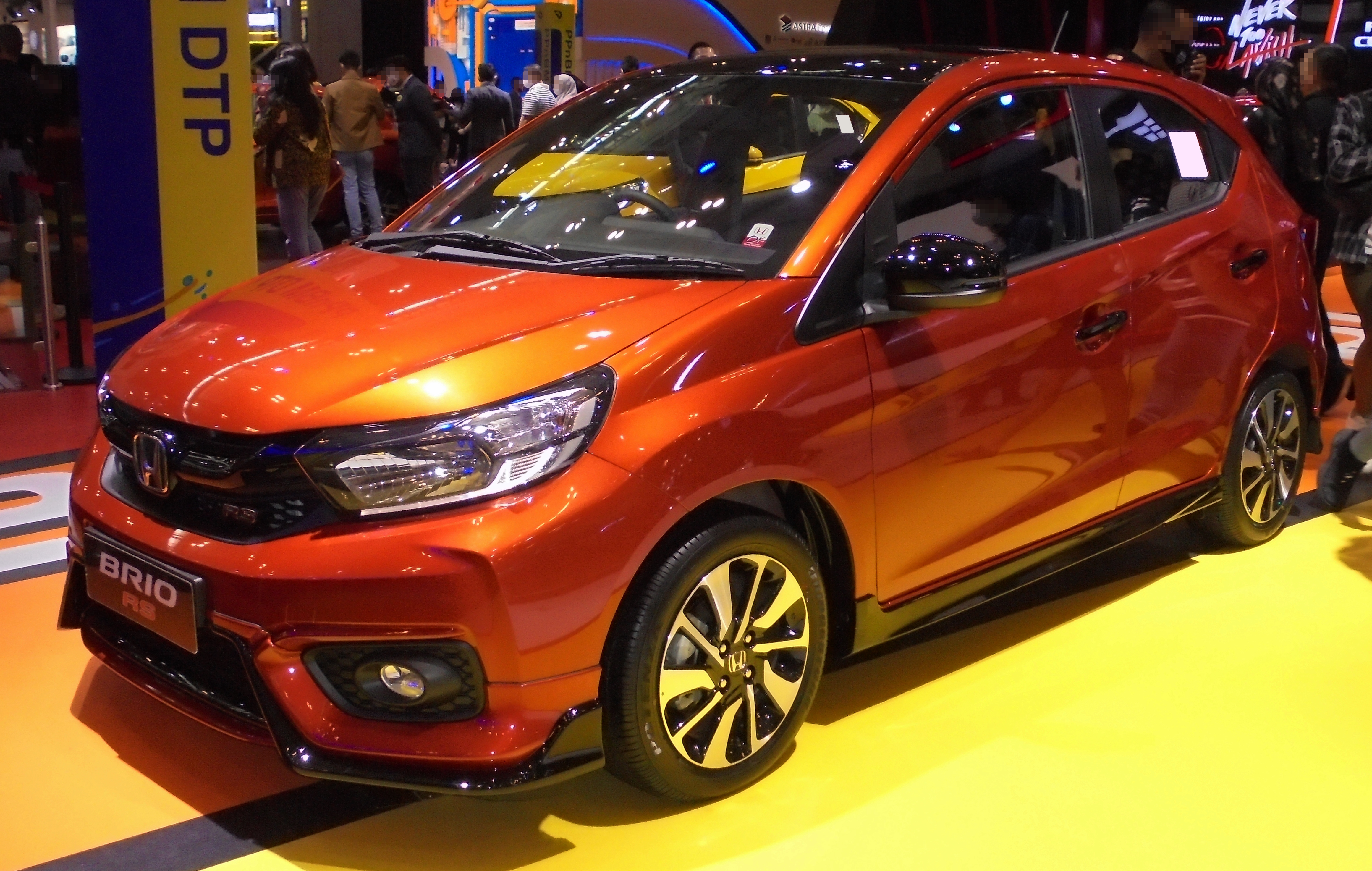
RS Urbanite Edition（フロント）
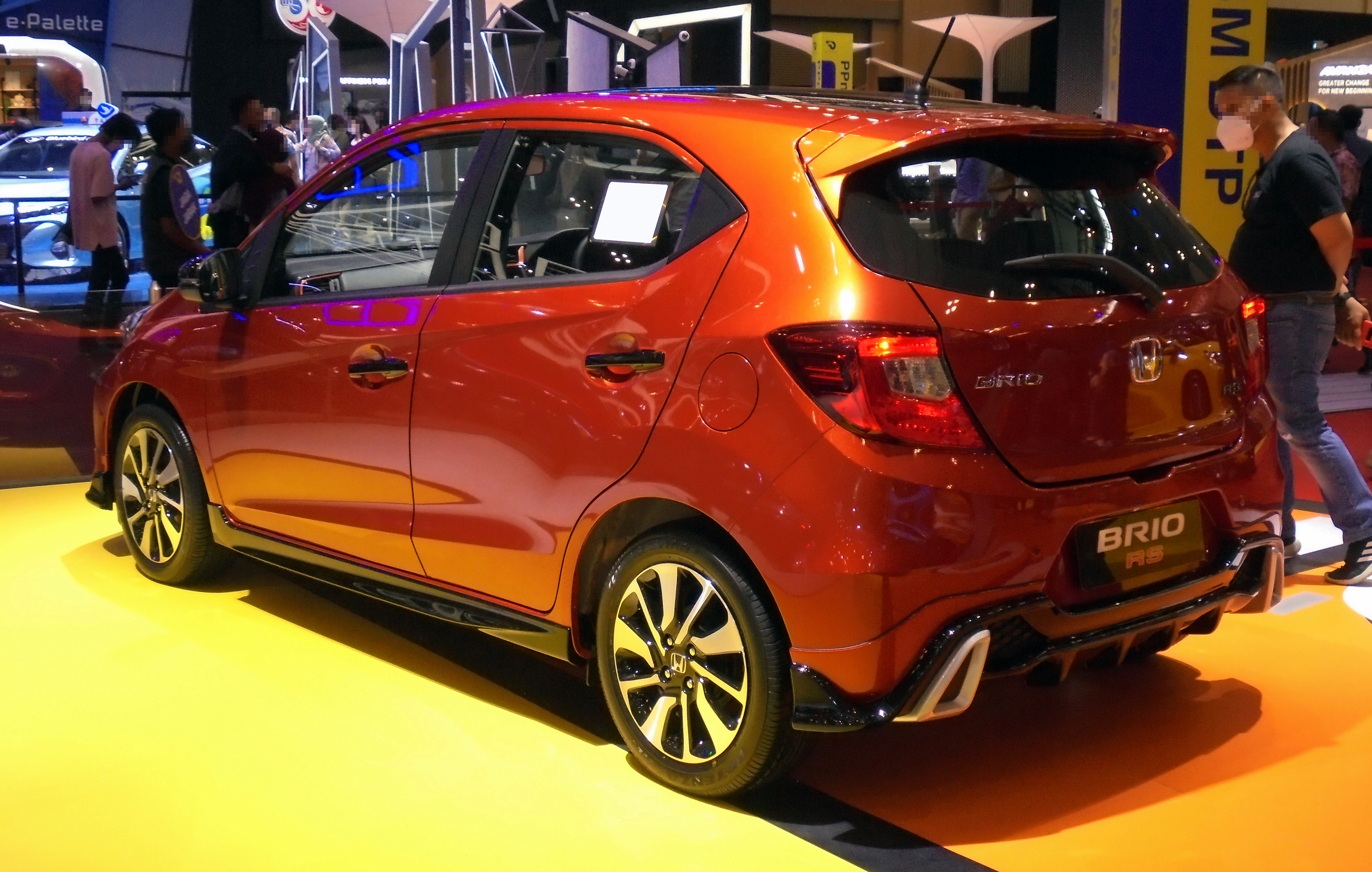
RS Urbanite Edition（リア）
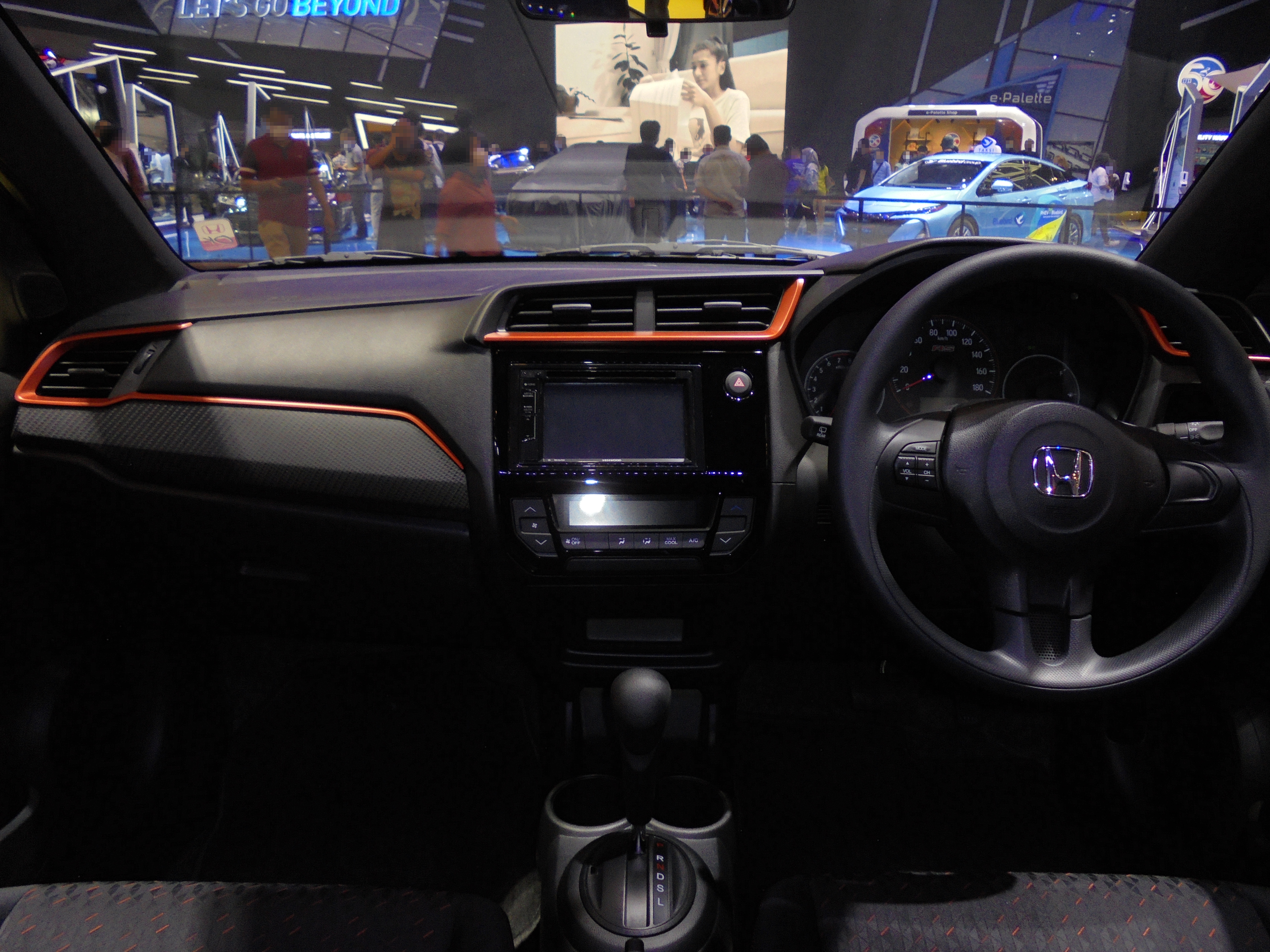
RS Urbanite Edition（インテリア）
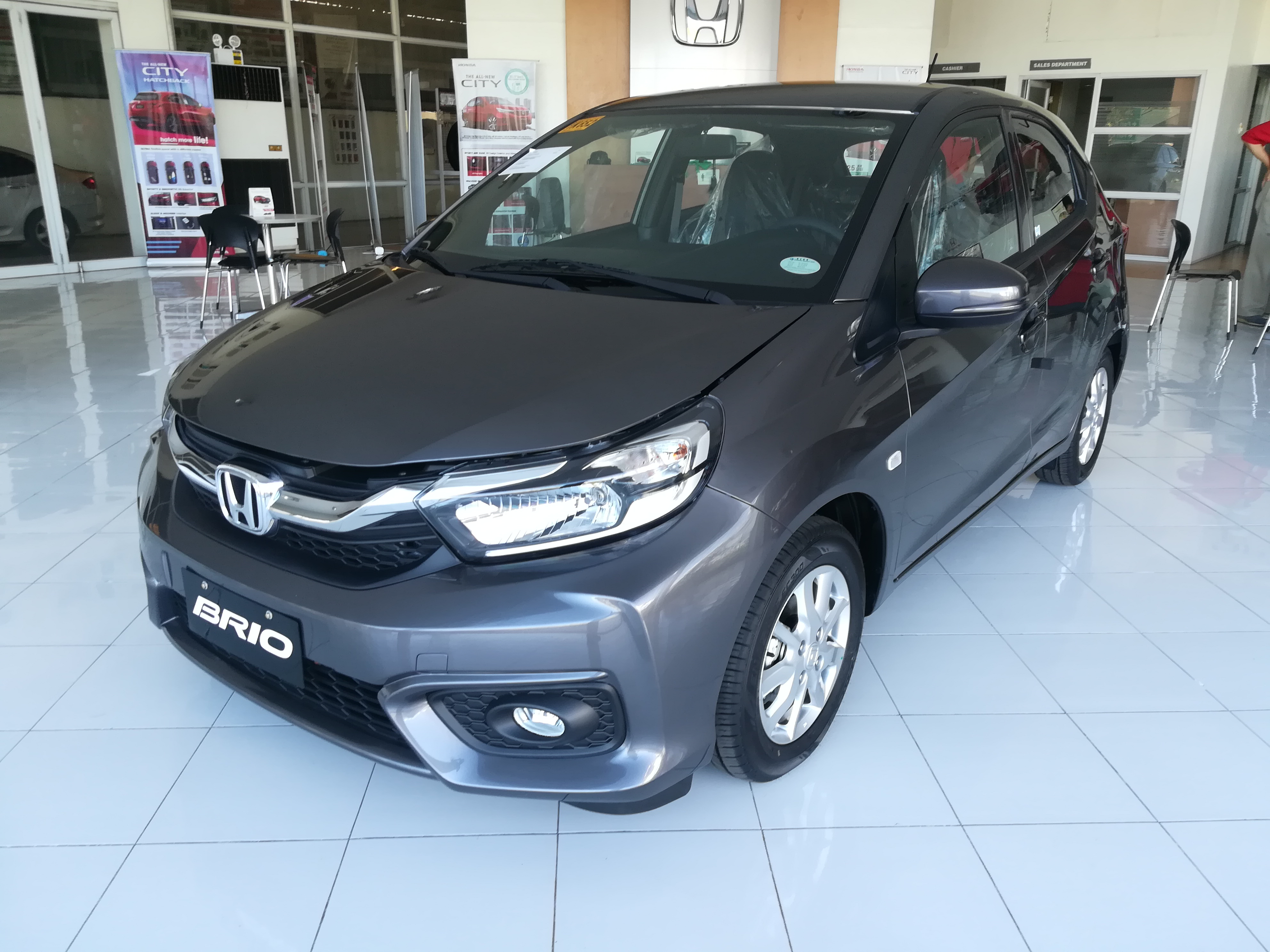
1.2 Vグレード
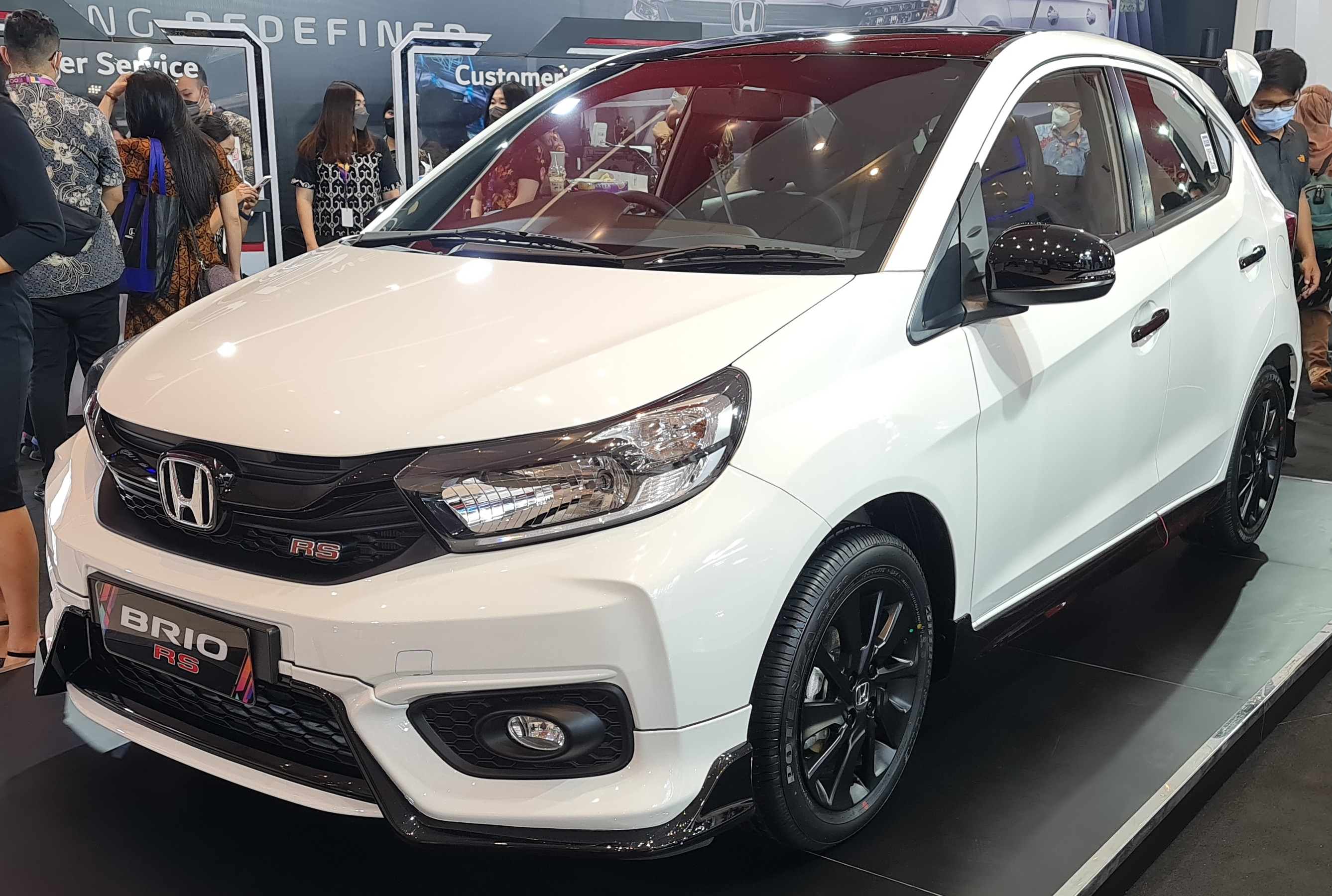
RS Urbanite
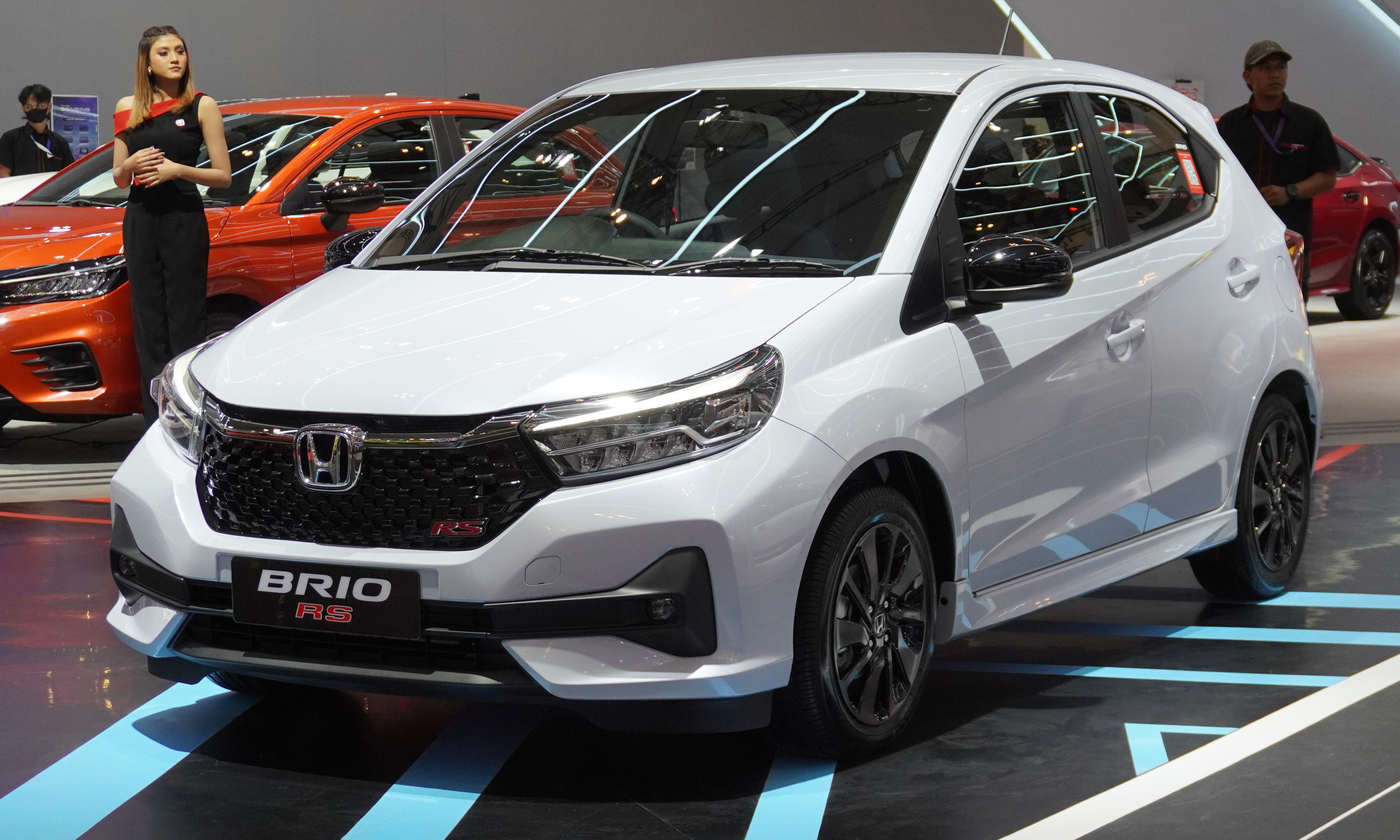
2023年5月販売型RSグレード

## 車名の由来
イタリア語で「元気」「陽気」を意味する「brio」からの命名。